# Alfredas Bumblauskas
Alfredas Bumblauskas (ur. 18 listopada 1956 w Telszach) – litewski historyk, profesor Uniwersytetu Wileńskiego, publicysta i autor programów telewizyjnych na temat historii.

## Życiorys
W 1974 ukończył szkołę średnią im. Žemaity w Telszach. W latach 1974–1979 studiował historię na Uniwersytecie Wileńskim w 1974. W 1987 zamknął przewód doktorski rozprawą „Geneza Reformacji w Wielkim Księstwie Litewskim”, pod kierunkiem Edvardasa Gudavičiusa. W 1990 zatrudniony na stanowisku docenta na Wydziale Historii. Wybrany także na stanowisko dziekana wydziału. Funkcję tę sprawował przez dwie kadencje do 2002, kiedy to został prodziekanem. Obecnie związany z Katedrą Teorii Historii i Historii Kulturowej, której był inicjatorem w 1993. W 2008 Senat Uniwersytetu Wileńskiego nadał mu tytuł profesora uczelnianego po zakończeniu procedury habilitacyjnej na podstawie publikacji „Modele historii Litwy w historiografii XIX – XX w.”. Był profesorem wizytującym na Uniwersytecie Helsińskim, Uniwersytecie w Grazu oraz Warszawskim.

## Zainteresowania naukowe
- Socjokulturowa historia Wielkiego Księstwa Litewskiego: charakter cywilizacyjny, europeizacja, wielokulturowość
- Periodyzacja litewskiej historii i zależność regionalna
- Rozwój historiografii i pamięci historycznej; badania nad pamięcią historyczną
- Dydaktyka historii

## Działalność pozanaukowa
Od 1988 związany z telewizją, dla której tworzył cykle audycji na temat historii i kultury, m.in.: 2015-2020: „Nacionalinė ekspedicija” („Ekspedycja narodowa”); 2009 „Tūkstantmečio pokalbiai” („Rozmowy tysiąclecia”); 2005-2009 „Amžių šešėliuose” („W cieniu wieków”); 1993–2004 m. „Būtovės slėpiniai” („Tajemnice przeszłości”); 1998-1990 „Lietuvos istorija” („Historia Litwy”).
Od 2013 jest redaktorem naczelnym pisma „Lietuvos istorijos studijos” (ISSN 1392-0448), a także członkiem kolegium redakcyjnego „Przeglądu Wschodniego” (ISSN 0867-5929), „Studia slavica et Balcanica Petropolitana” (ISSN 1995-848X), „Studia z dziejów Państwa i Prawa Polskiego” (ISSN 1733-0335).
W latach 1990–1992 członek rady Sajudisu w Sejmie Litwy oraz wiceprzewodniczący. W latach 1998–1999 przewodniczący Litewskiej Rady Kultury i Sztuki przy Ministerstwie Kultury Litwy. W 2002 ubiegał się o mandat radnego miasta Wilna z list ówczesnej Partii Liberalno-Demokratycznej. W 2003 został pełnomocnikiem i członkiem komisji inauguracyjnej prezydenta Rolandasa Paksasa. W 2004 społeczny doradca p.o. prezydenta Artūrasa Paulauskasa. W latach 2011–2013 przewodniczący Rządowej Komisji ds. nagród w kulturze i sztuce.

## Publikacje (wybór)
Wydane po polsku:
- Wielkie Księstwo Litewskie. Wspólna historia, podzielona pamięć, Warszawa: Bellona, 2013, ISBN 978-83-11-13016-6.

Wydane po litewsku:
- Universitas Vilnensis, 1579–2004 (praca zbiorowa), Wilno: Vilniaus universitetas, 2004., ISBN 9955-634-00-6.
- Senosios Lietuvos istorija, 1009–1795, Wilno: R. Paknio leidykla, 2005, ISBN 9986-830-89-3.
- Alma Mater Vilnensis: Vilniaus universiteto istorijos bruožai: kolektyvinė monografija (praca zbiorowa), Wilno: Vilniaus universiteto leidykla, 2009, ISBN 978-9955-33-533-7.
- Lietuvos Didžioji Kunigaikštija ir jos tradicija, Wilno: Vilniaus universiteto leidykla, 2010, ISBN 978-9955-33-632-7.
- Lietuvos istorija / Alfonsas Eidintas, Alfredas Bumblauskas, Antanas Kulakauskas, Mindaugas Tamošaitis, Wilno: Vilniaus universiteto leidykla, 2012, ISBN 978-609-459-092-4.
- Kunigaikščiai Radvilos (praca zbiorowa), Wilno: Mokslo ir enciklopedijų leidybos centras, 2015, ISBN 978-5-420-01759-3.
- Lietuvos istorija kiekvienam / Alfredas Bumblauskas, Alfonsas Eidintas, Antanas Kulakauskas, Mindaugas Tamošaitis, Wilno: MELC, 2018, ISBN 978-5-420-01797-5.

## Nagrody i odznaczenia
- Narodowa Nagroda Kultury i Sztuki, 1998[6]
- Nagroda Simonasa Daukantasa (Litwa, 1999)[7]
- Krzyż Kawalerski Orderu Zasługi Rzeczypospolitej Polskiej (Polska, 1998)[8]
- Krzyż Oficerski Orderu Zasługi Rzeczypospolitej Polskiej (Polska, 1999)[9]
- polsko-litewska Nagroda Obojga Narodów (Polska, 2001)[10]
- Krzyż Kawalerski Orderu Witolda Wielkiego (Litwa, 2003)[11]
- Komandor Orderu Korony (Belgia, 2006)[12]
- Krzyż Komandorski Orderu Zasługi Rzeczypospolitej Polskiej (Polska, 2009)[13]
- Nagroda Forum Współpracy i Dialogu Polska-Litwa w kategorii historia (Polska, 2019)[14]